# داروين ووكر
داروين ووكر (بالإنجليزية: Darwin Walker)‏ هو لاعب كرة قدم أمريكية أمريكي، ولد في 15 يونيو 1977 في والتربورو في الولايات المتحدة.

## وصلات خارجية
- الموقع الرسمي
- داروين ووكر على موقع مرجع كرة القدم المحترفة.كوم (الإنجليزية)